# 너울

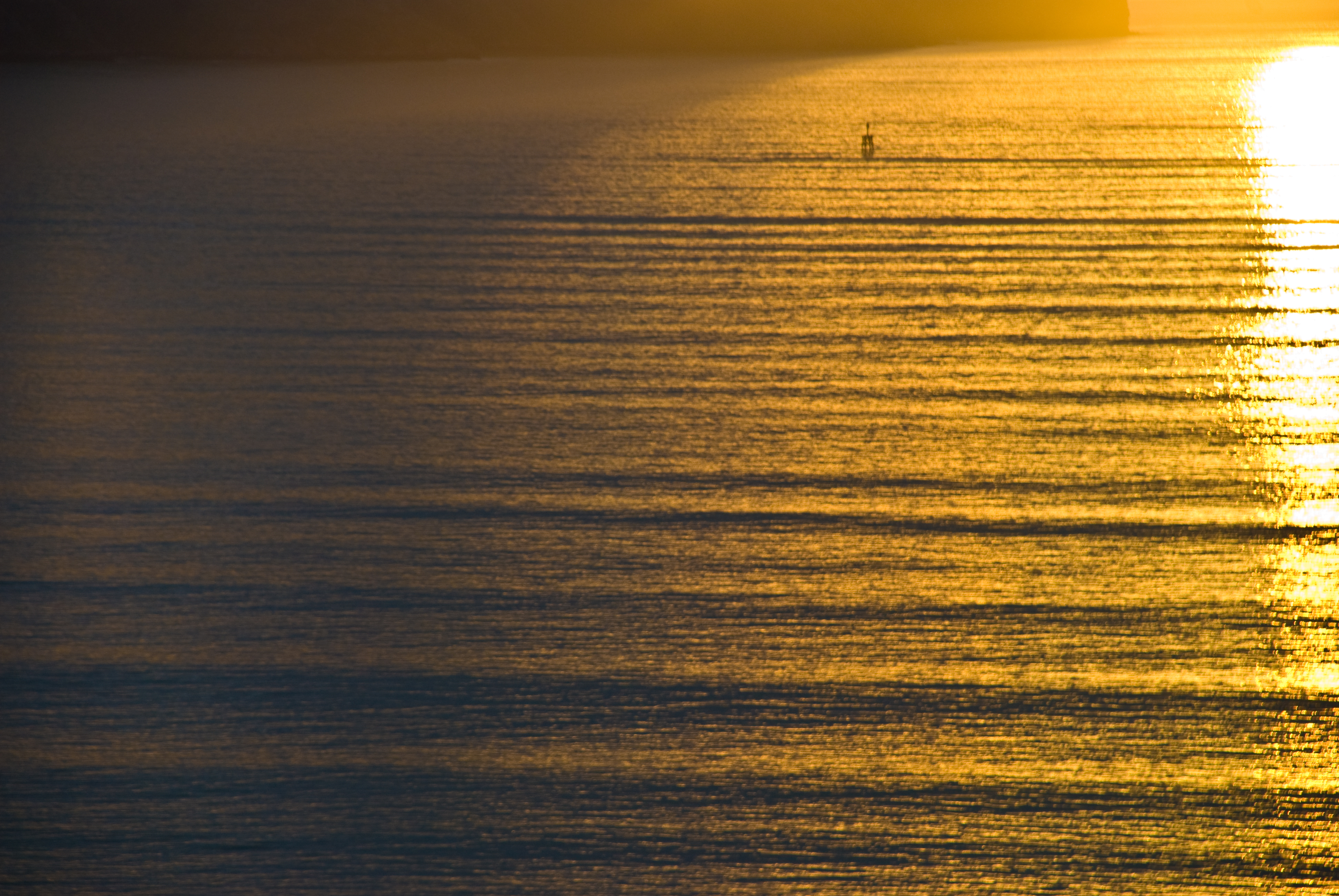

너울(swell)은 풍랑이 바람이 부는 지역을 벗어나 더 이상 진폭이 발달하지 않고 감쇠해가는 파도다. 파고가 뾰족한 풍랑에 비해 파고가 둥글며, 파장이 길어 멀리까지 전파된다.

## 같이 보기
- 서핑